# Тёплое озеро

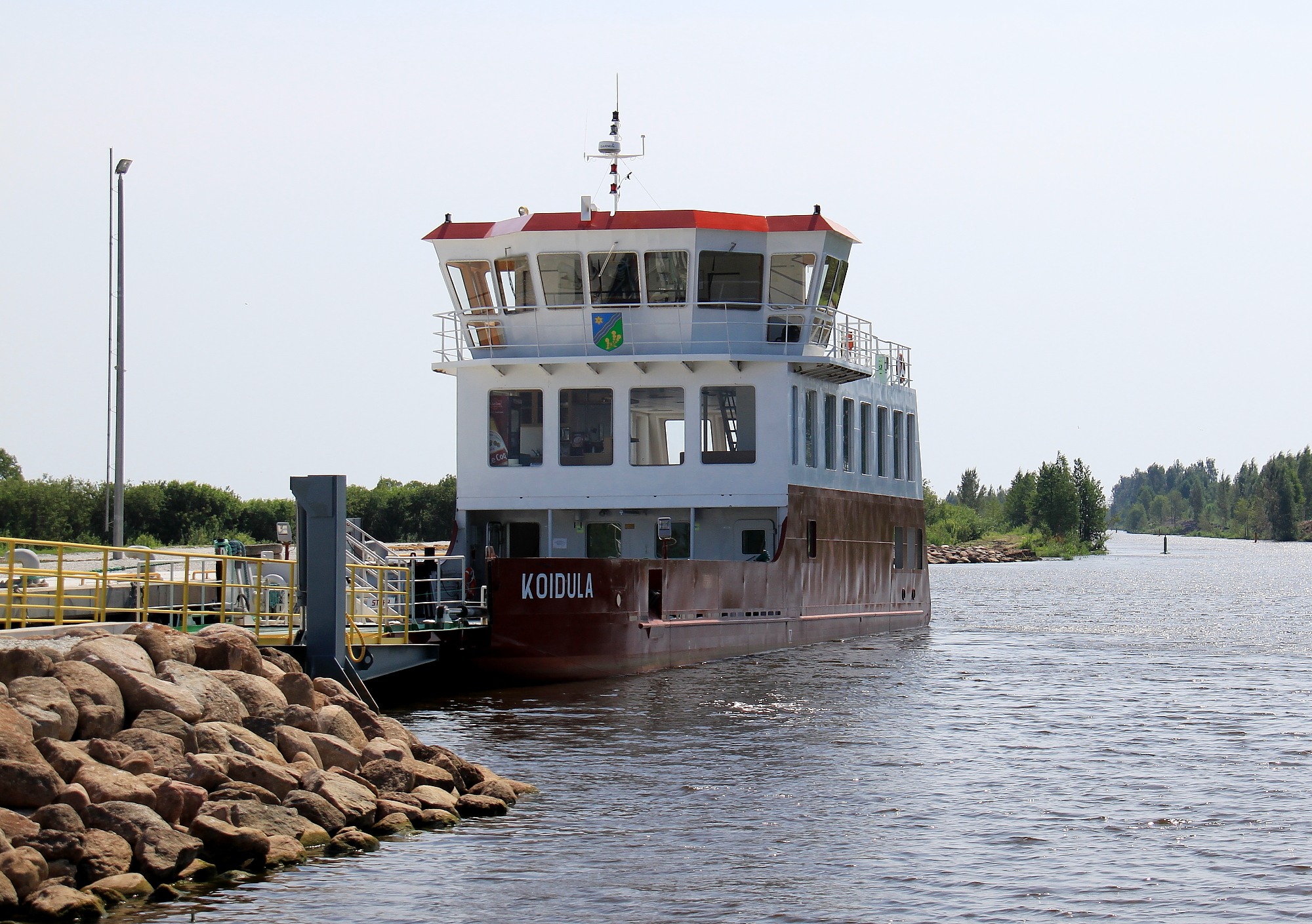
Паром «Койдула» в порту Лааксааре, деревня Парапалу, волость Ряпина, уезд Пылвамаа, Эстония

Тёплое озеро (Ля́ммиярв, эст. Lämmijärv) — крупное пресноводное озеро. Является срединной составляющей так называемого Чудско-Псковского озёрного комплекса.
Географически Тёплое озеро представляет собой пролив, соединяющий северное Чудское озеро и южное Псковское озеро. Уровень воды во всех трёх озёрах одинаковый, ориентация озера — с севера на юг.

## Гидрография
Площадь Тёплого озера составляет 236 км², по данным эстонской Агентуры по окружающей среде — 214,047 км². Из общей площади озера 118 км² принадлежит Эстонии. Береговая линия озера составляет 79 км, из них в Эстонии — 33 км.
Максимальная глубина Тёплого озера составляет 15,3 м в центральной части, между российский деревней Пнёво и эстонской деревней Мехикоорма (против 12,9 м в Чудском и 5,3 м в Псковском). Средняя глубина Тёплого озера составляет 2,5 м (у Чудского — 8,3 м, у Псковского — 3,8 м).
На озере есть 12 небольших незаселённых островов, общая площадь которых составляет 9,4 км².
Озеро имеет пограничный характер, его восточная часть принадлежит России (Псковская область), западная — Эстонии (уезды Тартумаа и Пылвамаа).
Граница озера на севере — это линия от острова Пийрисар (Эстония) до острова Озолец (Россия), на юге — от острова Салосаар (Эстония) до острова Старый Мтеж (Россия).
В Тёплое озеро на востоке впадает река Ровья, на западе — река Выханду. Дно озера в основном покрыто озёрной грязью. В самом узком месте российский и эстонский берега отделяют всего 1,8 км. В озере много рыбы (Эстония больше всего вылавливает судака, окуня и леща).
Навигационный период на озере — круглогодичный. Протяжённость судоходного маршрута составляет 31,3 км.
Вода меняется примерно раз в 2 года. Сильный ветер создает резкие и короткие волны (высота обычно ниже 1,5 м, крайне редко до 2,8 м). Течения в основном вызываются ветром.

## Геология
Проведённые Эстонией в 2015 году геологические исследования озера (интеграция результатов бурения с радиолокационным профилем) показали, что дно озера во многих местах покрыто скользкими песками от бежево-коричневого до серовато-черного цвета, содержащими органические вещества, растительные остатки и иногда детрит карбида. Под указанными песками залегают массивные красновато-бурые, голубовато-серые и светло-бежевые алевролиты и мелкие пески, а также глины и красновато-бурые морены преимущественно без органического содержания. Озёрная грязь распространяется внутри и вокруг глубокой впадины в центральной части озера. В некоторых местах по краям жёлоба под озерным илом находится умеренно разложившийся буровато-чёрный торф. На дне озера имеются также грязи, которые можно использовать в качестве лечебных. В центральной части озера среди поверхностных отложений наиболее распространены пелитовые алевриты и озёрный ил, в прибрежной зоне распространены алевролитные или алевритные пески и местами мелкозернистые пески.

## Топонимика
В письменных источниках 1242 года упоминается как «на Узмени», в средние века — Жалацкая вода, в XVII веке — Жерегло, в эстонских источниках 1977 года — эст. Soejärv. В буквальном переводе русское и эстонское названия озера совпадают. Название Жерегло происходит от слова ‘жерело’ (в северных диалектах — ‘жерегло’, на псковском диалекте — ‘жерогло’) — «отверстие», «устье», «зев», в значении «горло озера». Название Жалацкая вода происходит от русского имени Желачко (1370) ~ Жалачко ~ Жалочек ~ Желачек.

## История
5 апреля 1242 года у восточного берега Тёплого озера произошла битва между новгородцами и владимирцами под предводительством князя Александра Невского с одной стороны и войсками Ливонского ордена и Дерптского епископа — с другой.
В ходе Великой Отечественной войны с февраля по август 1944 года по озеру проходила линия фронта: советские войска занимали восточный берег озера, немецкие — западный. На озере действовали советский и немецкий отряды речных кораблей. В середине августа 1944 года советскими войсками был высажен успешный десант на Тёплом озере.